# Faucet Failure
Faucet Failure, è un singolo del rapper statunitense Ski Mask the Slump God, pubblicato il 9 aprile 2019 come primo estratto dal primo album in studio Stokeley.

## Promozione
Il 26 febbraio 2019 è stato pubblicato il video musicale di Faucet Filure, diretto da Cole Bennett. Il video è stato criticato e commentato da XXL, il quale lo ha dichiarato "eccentrico, insolito e in stile cartone animato", e da HotNewHipHop, che lo ha ritenuto "psichedelico".

## Tracce
1. Faucet Failure – 2:25 (testo: Stokeley Goulbourne, Chase Rose, Kevin Gomringer, Tim Gomringer – musica: ChaseTheMoney, Cubeatz)